# Océan (mythologie)
« Océanos » redirige ici. Pour le navire de croisière, voir Oceanos.
Pour les articles homonymes, voir Océan (homonymie).
Océan ou Océanos (en grec ancien Ὠκεανός / Ōkeanós) est un Titan, fils d'Ouranos (le Ciel) et de Gaïa (la Terre), frère et époux de Téthys. Ses 3 000 fils sont les dieux fleuves et ses 3 000 filles, les Océanides. Plusieurs sources établies le font en outre engendrer Triptolème avec sa propre mère Gaïa, et les Cercopes avec sa fille Théia, distincte de la Titanide du même nom.

## Étymologie
L'étymologie n'est pas établie et a fait l'objet de plusieurs hypothèses.
Pour Adalbert Kuhn (1812-1881), philologue et spécialiste en mythologie comparée, le terme renvoie au védique āśáyāna- (couché sur [l'eau]), un attribut du dragon de pierre Vritra.
Selon le linguiste indo-européaniste Michael Janda (de) (1964-), qui a repris le dossier en 2005, le terme renvoie à un nom indo-européen construit sur une racine commune, d'où la forme *ō-kei-ṃ[h1]no-, apparentée aussi au grec keítai. Désignation d'un être qui repose sur les eaux (et sans doute mythologiquement les bloque comme le Vrtra védique), conception issue de la plus ancienne cosmologie IE. Il rapproche aussi le nom grec du fleuve, potamós "large fleuve ou courant", du vieil anglais fæðm 'embrace', parallèle au vieux-norrois Faðmir or Fáfnir, nom d'un dragon de la Völsunga saga.

## Mythe

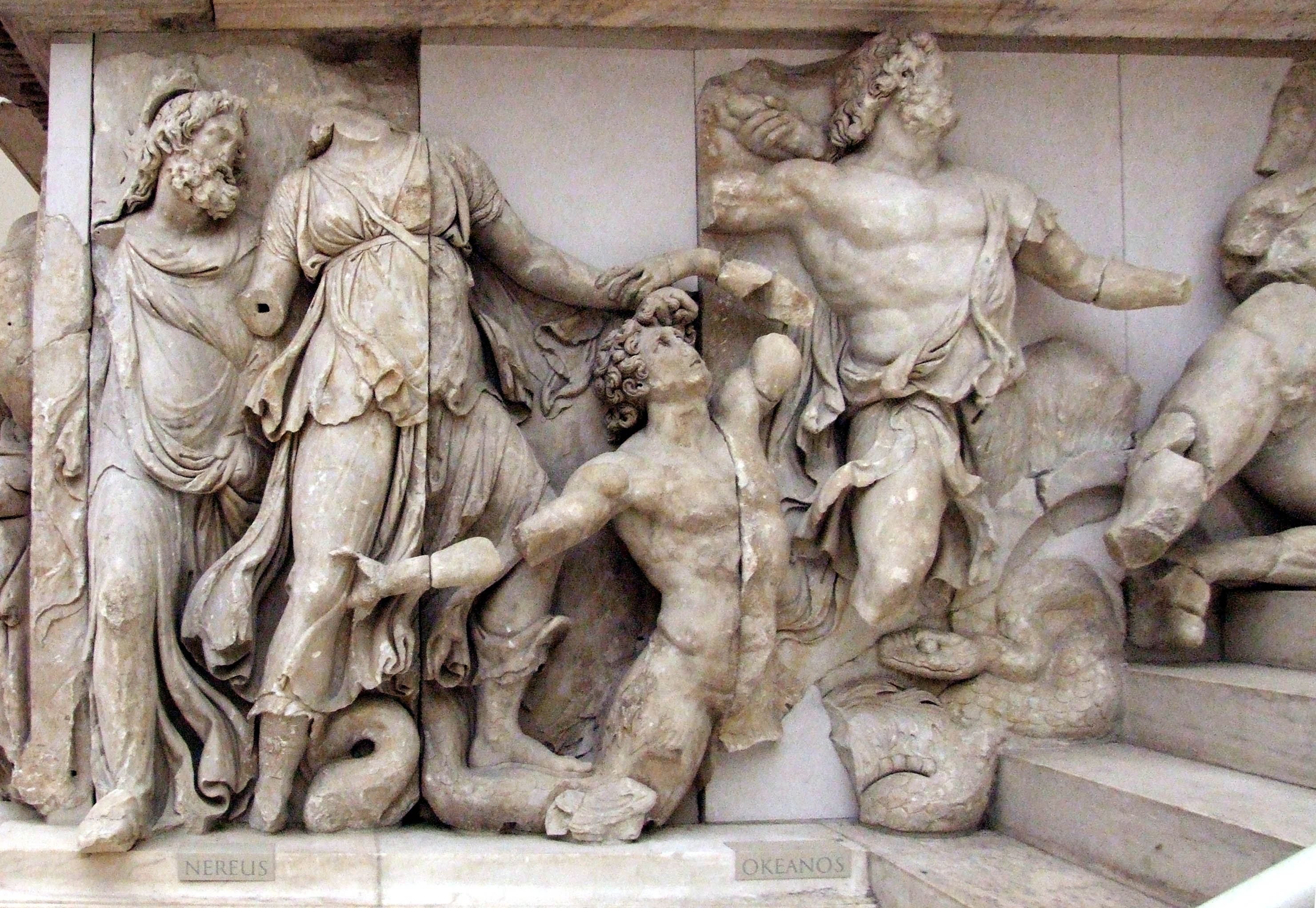
Scène de Gigantomachie avec Nérée, Doris et Océan, frise du Grand autel de Pergame,, Musée de Pergame (Berlin).

Les auteurs pré-hésiodiques, loin de ranger Océan et Téthys parmi les Titans, plaçaient directement ce couple à l'origine de toutes les autres divinités, y compris les protogones traditionnels comme Ouranos, Gaïa, ou Nyx.  Cette tradition, reprise dans certains fragments cosmogoniques orphiques, expliquerait la place à part occupée par Océan et Téthys dans les généalogies hésiodiques : Océan est l'aîné des Titans, Téthys, la benjamine des Titanides ; elle permettrait aussi de mieux comprendre le fait que ces deux divinités ancestrales n'interviennent jamais aux côtés des Titans dans le conflit de souveraineté ayant opposé les enfants d'Ouranos à Zeus. 
Ni Océan ni Téthys ne se joignent aux autres Titans lors de la Titanomachie. Ils continuent à régner paisiblement sur leur vaste royaume. Durant cette guerre, Rhéa confie d'ailleurs sa fille Héra à Océan et Téthys. Plus tard, ces deux derniers s'étant querellés, Héra tente de les réconcilier.
Océan obtient la coupe en or de son beau-fils Hélios et la prête à Héraclès. Le héros peut ainsi naviguer sur l'océan et ramener les troupeaux de Géryon.
Dans les légendes tardives, lorsque Zeus, souverain des dieux de l'Olympe et ses frères, Poséidon et Hadès, ont renversé les Titans et assument leur pouvoir, Poséidon et sa femme Amphitrite succèdent à Océan et Téthys comme maîtres des eaux.
Océan est souvent représenté comme un vieillard dont l'urne qu'il tient à la main déverse continuellement la mer, les fleuves et les fontaines.

### Sources antiques
- Pseudo-Pseudo-Apollodore, Bibliothèque [détail des éditions] [lire en ligne] (I, 1, 3).
- Hésiode, Théogonie [détail des éditions] [lire en ligne] (v. 193 et suiv., 337 et suiv.).
- Homère, Iliade [détail des éditions] [lire en ligne] (XIV, 201 ; XIV, 246 ; XIV, 302 ; XXII, 205), Odyssée [détail des éditions] [lire en ligne] (XI, 13 ; XI, 639 ; XII, 1).